# Stacy Hollowell
Stacy Hollowell es un entrenador de baloncesto estadounidense y actual entrenador en jefe del equipo de baloncesto masculino New Orleans Privateers. Anteriormente entrenó para St. Edward's Hilltoppers, Western Kentucky Hilltoppers, para los equipos nacionales de mayores y juvenil de Catar, Manama Sports Club, en LCC International University, para Loyola Wolf Pack, Ole Miss Rebels y Texas Southern Tigers.

## Primeros años de vida
Hollowell nació en Shreveport, Luisiana y creció en Mandeville. Asistió a Mandeville High School y jugó cuatro años de baloncesto. Se graduó en economía en la Universidad de St. Edward en Texas en 2001.

## Carrera de entrenadora
Hollowell había entrenado equipos de minibasket mientras estaba en la escuela secundaria y decidió continuar entrenando después. Mientras estuvo en St. Edward's, se desempeñó como entrenador asistente de estudiantes. Más tarde sirvió una temporada como asistente voluntario para los Western Kentucky Hilltoppers, en 2000-01, antes de regresar a St. Edward's como entrenador asistente para la temporada 2001-02.
Hollowell comenzó a entrenar en el extranjero en 2003, y desde entonces hasta 2006 fue entrenador asistente de la selección nacional masculina de baloncesto de Catar. Ayudó al equipo a conseguir marca de 111-56 durante su período allí mientras alcanzaba el Campeonato Mundial de Baloncesto de 2006, que fue la única aparición del equipo en su historia. También sirvió brevemente como cazatalentos avanzado para el equipo nacional masculino de baloncesto de China, ayudándolos a ganar el torneo de baloncesto en los Juegos Asiáticos de 2006.
Hollowell también entrenó al equipo de Baréin, Manama Sports Club en 2007, ayudándolos a alcanzar el campeonato nacional sin contar con su mejor jugador. Luego trabajó como entrenador del equipo de baloncesto de la Universidad Internacional LCC en Lituania durante dos años (2007-2008), llevándolos a los playoffs en ambas temporadas. Regresó a Qatar como entrenador en jefe de la selección nacional juvenil en 2009 y permaneció allí hasta 2010, antes de regresar a los Estados Unidos.
Hollowell se unió al Loyola Wolf Pack como entrenador asistente en 2011. En su primer año, les ayudó a ganar el título de la conferencia y a tener su primera temporada con 20 victorias desde 1948. Fue ascendido a entrenador en jefe en 2014. Finalmente sirvió ocho años como entrenador en jefe y compiló un récord general de 166-78, ayudándolos a hacer su primera aparición en postemporada en 71 años y alcanzando el Torneo de la National Association of Intercollegiate Athletics (NAIA) en cinco de sus últimos seis años. En 2021-22, los dirigió a un récord de 37-1 y los llevó a su primer campeonato nacional desde 1945, mientras lideraban el país en anotaciones y robos. Recibió varios honores durante la temporada, incluido el de ser nombrado Entrenador Nacional del Año por la NAIA, la Asociación Nacional de Entrenadores de Baloncesto (NABC) y HoopDirt.com, así como el Entrenador del Año Don Meyer NAIA, LABC Louisiana. Entrenador del año de Small College y Entrenador del año de la Conferencia Atlética de los Estados del Sur.
Después de la temporada 2021-22, Hollowell se fue para ser nombrado director atlético asociado de baloncesto masculino de Ole Miss Rebels. Después de un año allí, se unió a los Texas Southern Tigers como entrenador asistente. Fue contratado como entrenador en jefe de los New Orleans Privateers en abril de 2024.